# Giuseppe Marchesi
Giuseppe Marchesi (Bolonha, 30 de junho 1699 - 1771) foi um pintor bolonhês do período barroco.